# Euxoa fuliginea
Euxoa fuliginea är en fjärilsart som beskrevs av Jacob Hübner 1813. Euxoa fuliginea ingår i släktet Euxoa och familjen nattflyn. Inga underarter finns listade i Catalogue of Life.